# Landtagswahl in Baden 1947
- KPD: 4
- SPB: 13
- DemP: 9
- BCSV: 34

Die Landtagswahl in Baden am 18. Mai 1947 war die erste und einzige Landtagswahl im Bundesland Baden (Südbaden). Es wurden 60 Mandate im Badischen Landtag vergeben, um die sich vier Parteien bewarben.
Die Wahlbeteiligung lag bei 67,8 Prozent; 9,2 Prozent der abgegebenen Stimmen waren ungültig. Die BCSV erreichte mit 55,9 Prozent der Stimmen und 34 Sitzen die absolute Mehrheit der Stimmen und der Mandate, die SPB wurde mit 22,4 Prozent der Stimmen und 13 Sitzen zweitstärkste Partei. Die Demokratische Partei erreichte 14,3 Prozent und neun Mandate, die Kommunistische Partei (KPD) 7,4 Prozent und vier Sitze.
| Partei                                  | Stimmen    | Sitze  | Sitze      |
|                                         | Anteil [%] | Anzahl | Anteil [%] |
| Badische Christlich-Soziale Volkspartei | 55,9       | 34     | 56,67      |
| SPD Baden                               | 22,4       | 13     | 21,67      |
| Demokratische Partei                    | 14,3       | 9      | 15,00      |
| KPD                                     | 7,4        | 4      | 6,67       |

Nach der Wahl wurde das Kabinett Wohleb I, eine Koalitionsregierung aus CDU (aus BCSV hervorgegangen) und SPD, gebildet, das von Ende Juni 1947 bis Anfang Januar 1948 regierte. Von Ende Januar 1948 bis zur Gründung des Landes Baden-Württemberg am 25. April 1952 regierte mit den Kabinetten Wohleb II und Wohleb III eine CDU-Alleinregierung.
Am 29. Mai 1951 lief die ursprünglich auf vier Jahre angesetzte Wahlperiode ab. Wegen der geplanten Länderfusion wurde die laufende Wahlperiode aber bis zum 31. März 1952 verlängert. Das neue Land Baden-Württemberg wurde am 25. April 1952 gebildet, was zur Folge hatte, dass das Land Baden zwischen dem 1. und 24. April 1952 de facto ohne Volksvertretung war.